# 대한민국 제5대 대통령 선거 부산시
이 문서는 대한민국 제5대 대통령 선거의 부산시 지역 개표 결과이다.

## 개표 결과

### 중구
|  | 49.91% |

|  | 46.81% |

|  | 1.65% |

|  | 1.14% |

|  | 0.46% |

### 서구
|  | 48.35% |

|  | 47.51% |

|  | 2.23% |

|  | 1.26% |

|  | 0.62% |

### 동구
|  | 49.28% |

|  | 46.71% |

|  | 1.92% |

|  | 1.49% |

|  | 0.58% |

### 영도구
|  | 50.35% |

|  | 45.53% |

|  | 2.40% |

|  | 1.13% |

|  | 0.58% |

### 부산진구 갑
|  | 48.21% |

|  | 47.00% |

|  | 2.34% |

|  | 1.60% |

|  | 0.83% |

### 부산진구 을
|  | 48.43% |

|  | 46.92% |

|  | 2.42% |

|  | 1.45% |

|  | 0.76% |

### 동래구
|  | 52.08% |

|  | 42.87% |

|  | 2.53% |

|  | 1.66% |

|  | 0.84% |

## 전체 결과
|  | 48.20% |

|  | 47.47% |

|  | 2.22% |

|  | 1.41% |

|  | 0.67% |

민주공화당 박정희 후보가 48.20%의 득표율을 기록하면서 접전 끝에 부산시에서 승리를 거두었다.
민정당 윤보선 후보는 47.47%를 기록하면서 2위를 차지했다.

### 주요 후보 결과
| 지역        | 박정희 | 박정희 | 윤보선 | 윤보선 |
| 지역        | 득표수 | 득표율 | 득표수 | 득표율 |
| ----------- | ------ | ------ | ------ | ------ |
| 중구        | 21,714 | 46.81% | 23,150 | 49.91% |
| 서구        | 46,304 | 47.51% | 47,124 | 48.35% |
| 동구        | 42,759 | 46.71% | 45,111 | 49.28% |
| 영도구      | 26,717 | 50.35% | 24,161 | 45.53% |
| 부산진구 갑 | 34,406 | 48.21% | 33,540 | 47.00% |
| 부산진구 을 | 36,581 | 46.92% | 37,762 | 48.43% |
| 동래구      | 34,298 | 52.08% | 28,235 | 42.87% |

부산시 산하 7개 지역 중에 박정희 후보가 3개, 윤보선 후보가 4개 지역에서 승리를 거두었다. 윤보선 후보는 부산시 중심부인 중구, 서구, 동구에서 승리를 거두었으며 부산진구 을 지역에서도 승리를 거두었다.
민주공화당 박정희 후보는 영도구, 부산진구 갑, 동래구에서 승리를 거두었다. 특히 동래구 지역에서 10%에 가까운 득표율 차이를 내는데 성공하면서 승리에 방점을 찍었다.

## 같이 보기
- 대한민국 제5대 대통령 선거